# ロエルフ・メイヤー

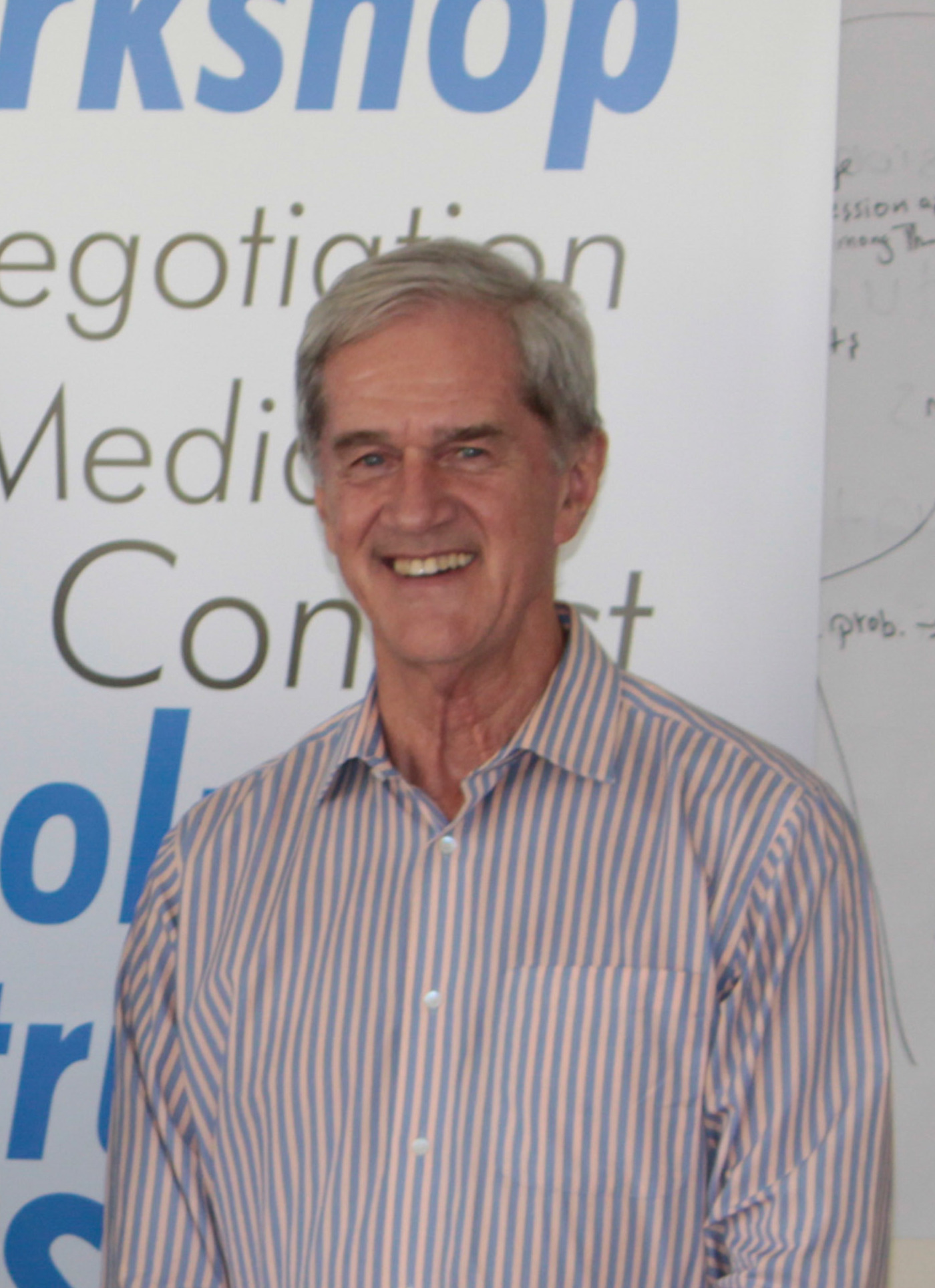
ロエルフ・メイヤー(2017年)

ロエルフ・ペトルス・メイヤー（Roelof Petrus Meyer、1947年7月16日 - ）は、南アフリカ共和国の政治家・実業家。国民党に属し、南アフリカのアパルトヘイト廃止交渉において重要な役割を果たしたことで知られる。のちに国民党を離れ、統一民主運動を共同で設立した。

## 前半生
メイヤーは農民の息子として生まれ、フィックスバークの学校を卒業後フリーステイト大学で法学を学び、商学士(1968年）と法学士号(1971年）を取得した。大学で、彼は保守団体「Afrikaanse Studentebond」を率いていた。彼はまた、「Kanaries」の名で知られる南アフリカ防衛軍合唱団の一員だった。彼はその後、プレトリアとヨハネスブルクで1980年まで弁護士として経験を積んだ。

## 政治家時代
1979年、メイヤーはヨハネスブルク西部選挙区で国民党の国会議員に選出された。1986年に、彼は法・秩序副大臣になり、1988年には、憲法開発大臣に就任して1991年まで務めた。この時、1985年の最初の緊急事態宣言とともに、法秩序副大臣が議長を務める国家共同管理センター（NJMC）が、すべての福祉および安全保障政策の調整中枢としての役割を引き継いでいた。
1991年、フレデリック・デクラーク大統領はマグヌス・マランの後任としてメイヤーを国防大臣に任命した。しかし伝えられるところでは、この「verligte Nat」（「寛容な・啓発的な国民党政治家」）は高位の将軍たちの敬意を得ることができなかった。9か月後の1992年5月にメイヤーは国防大臣を辞任し、ヘリット・フィリューンの後任として憲法・通信大臣に就任した。彼がアパルトヘイト廃止の交渉に入ったのはこの立場のためだった。彼はまたこの時期、Beleidsgroep vir Hervorming（改革のための政策グループ）の長となった。この直後の6月、インカタ・ANC両党支持者の衝突によってCODESAは崩壊したが、メイヤーは憲法開発大臣としてANCをはじめとする諸党と交渉を続けていた。
メイヤーは憲法制定会議（CODESA）が失敗したのち、良好な関係を築いていたアフリカ民族会議のシリル・ラマポーザとともに交渉を主導した1993年の多党間交渉フォーラムの政府の責任者として名が知られるようになった。この時彼は、国家情報局長のニール・バーナードと密接な協力関係を構築し、交渉による解決の強力な主導者としての役割を果たした。1993年11月に交渉が妥結したのち、暫定執行評議会の政府代表となった。メイヤーとラマポーザは交渉妥結を評価され、サウスアフリカ・ブルワリーの2004年度リーダーシップ・サービス賞を受賞した。
1994年の全人種選挙ののち、ネルソン・マンデラ政権でメイヤーは憲法開発・地方問題大臣となった。1996年にメイヤーは閣僚を辞任し、国民党の書記長となった。新憲法が交渉により批准されたのち、1996年6月に国民党は連立を解消して野党となった。彼はこの動きを止めようとしたが、Hernus Krielを中心とする党内保守派の抵抗にあって失敗した。結局1997年にメイヤーは国民党を離党した。
国民党離党後、メイヤーは旧トランスカイの指導者だったバントゥー・ホロミサと共同で新党・統一民主戦線を結成し、副党首に就任した。統一民主戦線は総選挙で14議席を獲得し、メイヤーは2000年に政界を引退するまで同党の副党首を務めた。政界引退後、メイヤーは2006年にアフリカ民族会議に入党した。

## 政界引退後
2000年の政界引退後、メイヤーは実業家となった。彼はTilca Infrastructure Corporation社の取締役に就任し、副社長となったのち、南アフリカのArmscor社の取締役となった。彼はアメリカのタフツ大学の「Strategy Committee of the Project on Justice in Times of Transition」のメンバーをはじめとして、さまざまな国際的な地位を得た。南アフリカのNGOであるCivil Society Initiative (CSI)の会長も務めた。メイヤーはまた自身の経験を生かし、北アイルランド、ルワンダ、コソボなどで、国際的な和平プロセスと交渉に関するコンサルタントとして行動している。
彼はまた、「交渉を通じて新しい民主的な南アフリカの誕生を支援し、巨大な貢献をなした」ことを理由に、南アフリカ政府から「銀のバオバブ勲章」を受章した。2012年から2014年まで、彼は南アフリカ国防審査委員会の議長を務めた。
2013年、メイヤーは非営利の民主化推進組織であるIn Transformation Initiativeを共同設立した。この組織は南アフリカの土地問題に関わるだけでなく、スリランカの憲法制定も促進した。